# Büraburg

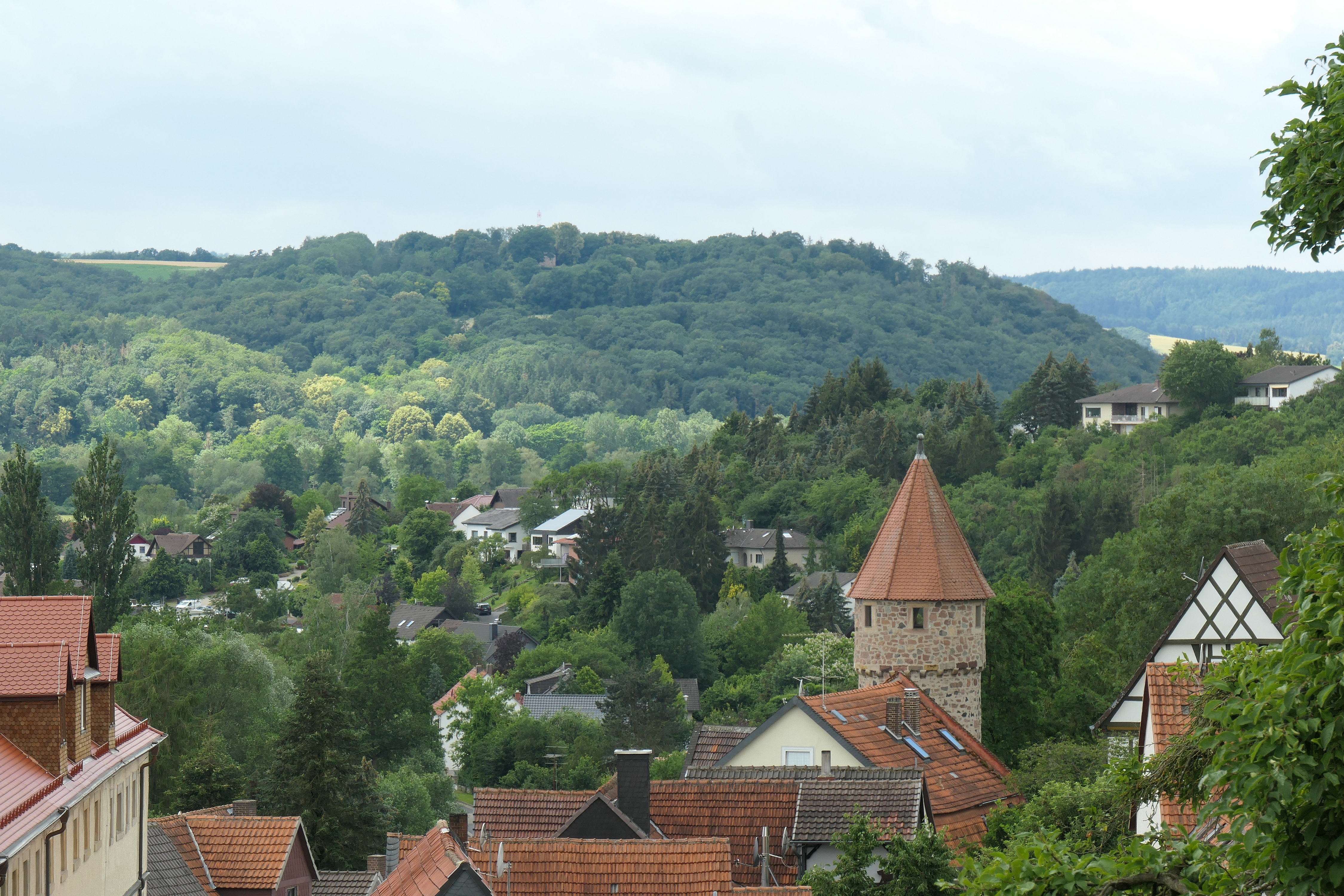
Der Büraberg von Fritzlar aus gesehen

Die Büraburg war eine fränkische Höhenburg auf dem Büraberg oberhalb des Fritzlarer Ortsteils Ungedanken im Schwalm-Eder-Kreis, Hessen (Deutschland). Von der Anlage sind heute nur noch Reste erhalten. Auf dem früheren Burggelände findet sich jedoch noch heute eine im 6.–7. Jahrhundert entstandene Kirche inmitten eines baumbestandenen Friedhofs. Die Kirche, von der der Blick über das Edertal hinüber nach Fritzlar fällt, ist bis heute Ziel jährlicher Prozessionen und Wallfahrten.

## Geographie
Die Burg stand auf dem Büraberg (275 m ü. NN), der nordöstlichsten Randhöhe des Hessenwalds (Naturraum 341.6, Teil der Ostwaldecker Randsenken), einem auf zwei Seiten steil zum Tal der Eder abfallenden Bergsporn, der oberhalb bzw. östlich der Ortschaft Ungedanken bzw. 2,5 km südwestlich von Fritzlar in das Edertal vorspringt. Mit dem gegenüberliegenden Eckerich bildet der Büraberg am Austritt der Eder aus dem Wildunger Senkenland in das Fritzlar-Waberner Becken die sogenannte „Porta Hassiaca“.
Über den Gipfel des Bürabergs verläuft der Bonifatiuspfad X12, der unter anderem auch durch Fritzlar und Borken führt, weiterhin der Barbarossaweg X8 zusammen mit dem Wanderweg der Deutschen Einheit.

## Geschichte
Auf dem seit Jahrtausenden immer wieder besiedelten Platz (u. a. Jungpaläolithikum, Michelsberger Kultur, La-Tène-Zeit und Römische Kaiserzeit) wurde eine Großburg an der Nordostflanke des Frankenreiches zum Schutze des Edergebietes errichtet.
Um 680 wurde eine fränkische Reichsburg mit etwa 8 Hektar Innenraum, einer wenigstens 1,50 m dicken Mörtelmauer, mehreren Türmen und drei Toren errichtet. An den besonders gefährdeten Stellen wurden mehrere Spitzgräben gezogen. Auf dem östlichen Teil des Bergsporns befand sich keine Vorburg, dieses Areal war im frühen Mittelalter unbesiedelt. Um 700 wurde die Befestigung durch neue, dickere (ca. 1,80 m) Mauern verstärkt. Die Tore wurden ausgebaut. Über das Aussehen und die Struktur der Innenbesiedlung im Ganzen kann bislang aber nur spekuliert werden (Pfostenbauten, Ständerhäuser auf steinernen Unterzügen oder Kellern, Grubenhäuser). Auf dem zentralen Gipfelplateau wurde die Kirche St. Brigida erbaut.
723 diente die Büraburg dem heiligen Bonifatius als Operationsbasis und militärischer Schutzschirm, als er bei dem nur wenige Kilometer entfernten Ort Geismar, vermutlich auf dem heutigen Domplatz in Fritzlar, die Donareiche fällte. Aus dem Holz der Eiche ließ er eine Kapelle errichten, die er dem Apostel Petrus weihte. Diese Holzkirche war die Keimzelle des 724 von Bonifatius begründeten Benediktinerklosters Fritzlar, zu dessen erstem Abt er St. Wigbert ernannte. Dieses Kloster wurde 1005 in ein Säkularkanoniker-Stift umgewandelt.
742 erhob Bonifatius Büraburg zusammen mit Würzburg und Erfurt zu Bistümern. Erster Bischof (741–755) wurde Bonifatius’ Weggefährte Witta. Schon 755 wurde das Bistum jedoch, zusammen mit dem ebenfalls von Bonifatius gegründeten Bistum Erfurt, durch Lullus der Diözese Mainz eingegliedert, da beide der weiteren Ausdehnung seines Bistums nach Osten hinderlich waren und ihre Aufgabe als Missionsbistümer als erledigt betrachtet wurde. Büraburg war danach als Archidiakonat (später nach Fritzlar verlegt) das Zentrum mainzischer Autorität in Nordhessen und auf dem Eichsfeld. Witta lebte bis zu seinem Tod nach 760 weiterhin in der Büraburg. Um 750 wurden die Mauern wegen der Gefahr weiterer Sachseneinfälle noch einmal verstärkt, auf ca. 2,70 m Breite.
32 Jahre nach der Bistumsgründung wurde die Befestigung im Grenzbereich zwischen Franken und Sachsen nochmals in den fränkischen Reichsannalen zum Jahr 774 im Zusammenhang mit den Sachsenkriegen Karls des Großen erwähnt. Während Karl in Italien weilte, fielen die Sachsen in Nordhessen ein. Die Fritzlarer Bevölkerung entwich auf die Büraburg und widerstand der Belagerung erfolgreich, sodass die Invasoren sich letztlich mit der Plünderung und Brandschatzung Fritzlars zufriedengeben mussten.
Nach der Unterwerfung der Sachsen im Jahre 804 verlor die Büraburg nach dem vorhergehenden Verlust der kirchenpolitischen Funktion nun auch ihre militärische Bedeutung. Spätestens ab der Mitte des 9. Jahrhunderts verlagerte sich der Schwerpunkt der Besiedlung nach Fritzlar, und schon im 13. Jahrhundert war der Büraberg nicht mehr bewohnt.

## Anlage und heutiger Zustand

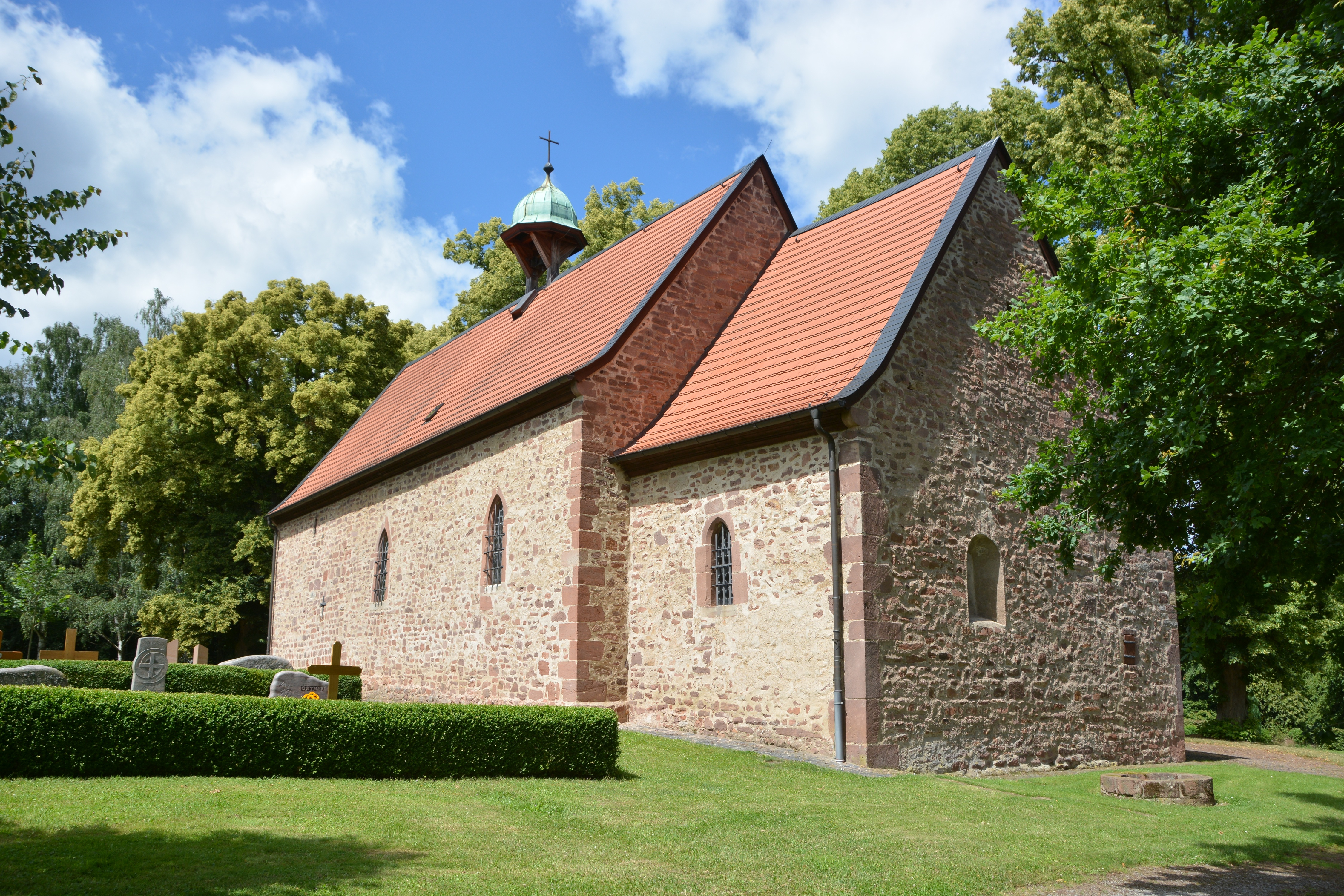
Brigida-Kapelle auf dem Büraberg

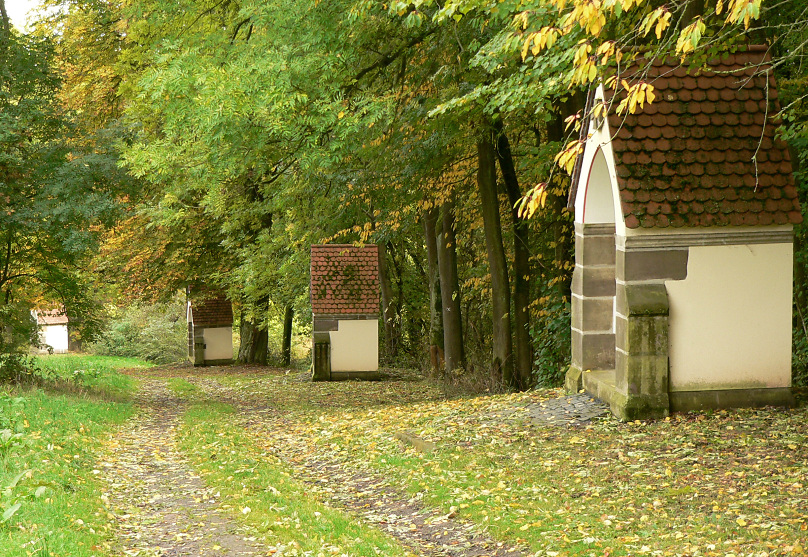
Kreuzwegstationen auf dem Büraberg

Auf dem Gipfelplateau des Bürabergs befindet sich die der irischen Nationalheiligen Brigida geweihte Kapelle. Ältester erhaltener Bauteil ist die Chorbogenwand, die mittels C-14-AMS-Analysen (ETH Zürich, 2002) von Holzkohlepartikeln im Kalkmörtel in den Zeitraum 543–668 bzw. 558–667 (kalibriert) datiert werden konnte. Damit würde es sich um den in seinen Ursprüngen ältesten Kirchenbau östlich bzw. nördlich  des Limes handeln.
An der Genauigkeit der C-14-Analysen besteht kein Anlass zu zweifeln, jedoch ist zu fragen, ob die aus dem Mauermörtel der Chorbogenwand entnommenen Holzproben, die für diese Analysen verwendet wurden, nicht von Hölzern stammen, die erst in Zweitnutzung bei der Herstellung des Mörtels verwendet wurden. Dieser Deutung wird allerdings von der Konservatorin der staatlichen Denkmalpflege ausdrücklich widersprochen, wobei sie sich auf Zustand und Struktur der Hölzer bezieht. Nach den Ergebnissen der Ausgrabung im nicht weit von der Büraburg entfernten Sondershausen ist auch nicht auszuschließen, dass die St.-Brigida-Kapelle ursprünglich ein sakraler Bau gewesen ist, der heidnische Bezüge aufwies und erst durch die angelsächsischen Missionare (zu denken wäre hier an den vor Bonifatius in Thüringen wirkenden Willibrord) christlich umgewidmet wurde. Ähnliches wird von dem in Sondershausen ausgegrabenen zweischiffigen Gebäude am Rande des merowingischen Friedhofs angenommen (D. Walter, siehe Literatur).
Die Annahme, dass das Brigida-Patrozinium auf irisch-schottische Mönche zurückzuführen sei, wird inzwischen bezweifelt, denn es ist bisher erstmals in einer Ablassurkunde aus dem Jahre 1289 bezeugt, und auf dem Kontinent stammen die ältesten Zeugnisse der Verehrung der Heiligen aus dem 8. Jahrhundert. Beides lässt es möglich erscheinen, dass das Patrozinium im Laufe der An- und Umbauten der Kapelle wechselte, wobei das ursprüngliche unbekannt wäre.
Die jüngsten Ausgrabungen der Archäologischen Denkmalpflege Hessen (2005) haben innerhalb der Kapelle am so genannten „Westturm“ keine Hinweise auf ein vorkarolingisches Bauwerk erbracht. Das Mauerwerk des Turms sitzt auf den Resten einer Vorgängerbebauung, die wiederum direkt auf dem gewachsenen Buntsandstein fußt und durch einen Skelettfund mittels einer C-14-AMS-Analyse in die Zeit zwischen dem Ende des 9. und dem Beginn des 11. Jahrhunderts datiert werden konnte.
Die Kapelle bildet das Zentrum der zumindest vom Ende des 7. bis in die Mitte des 9. Jahrhunderts bestehenden, für die damalige Zeit höchst aufwändig und repräsentativ gebauten fränkischen Befestigungsanlage, die aus bis zu drei hintereinander gestaffelten tiefen Erdgräben und einem durchgehenden Mauerring mit drei Toren aus kalkgemörteltem Buntsandstein bestand. Im Zuge der mehrjährigen Ausgrabungskampagnen durch J. Vonderau von 1926 bis 1931 und während der 1960er und 1970er Jahre konnten mehrere Ausbauphasen festgestellt werden. Die Anlage umfasste nach einer Interpretation von N. Wand (1997) einen ca. 8 ha großen Innenbereich mit nachweislich dichter, regelmäßiger Bebauung in verschiedenen Perioden seit prähistorischer Zeit und eine dem befestigten Bereich nach Osten angrenzende, unbefestigte „Vorburg“ von etwa 4 ha Fläche. Auf dieser, der Hauptverteidigungsrichtung entgegengesetzten Seite wurden eine Reihe von Pfostensetzungen und Grubenhäuser unklarer Zeitstellung und Form gefunden, die von N. Wand als frühmittelalterliche Wirtschaftsgebäude gedeutet wurden. In diesem Bereich lag auch eine Quelle, die die Hauptwasserversorgung der Befestigung darstellte.
Grabungen im Rückfrontbereich der Kalkmörtelmauer sowie ausgedehnte Sondagen im sogenannten Vorburgbereich durch die Universität Frankfurt am Main von 1999 bis 2002 haben einerseits die karolingerzeitliche Datierung der östlich der Befestigung vorgelagerten vierfachen Spitzgrabenstaffel bestätigt, andererseits aber auch erhebliche Zweifel an älteren archäologischen Rekonstruktionen und Deutungen sowie insbesondere an der von Walter Schlesinger seit 1958 entwickelten These einer frühmittelalterlichen präurbanen Entwicklung auf dem Büraberg erbracht. Dunkle humusartige Schichten hinter der Kalkmörtelmauer erwiesen sich als kolluviale Akkumulation. Etwa in ottonischer Zeit könnten die gemörtelten Mauerbereiche zumindest wieder hergerichtet oder sogar erst erbaut worden sein. Alle im sogenannten Vorburgbereich erfassten Grubenbefunde gehören in prähistorische Perioden (überwiegend mit Keramik der Rössener und der Michelsberger Kultur) und schließen hier die Existenz einer frühmittelalterlichen Ansiedlung von Händlern und Handwerkern, also einen quasi suburbanen Bereich der Büraburg im Frühmittelalter aus. Insgesamt überwiegen die Anzeichen für eine eher schwache, temporäre Nutzung der Gesamtanlage in der Karolingerzeit, welches auf eine auch in den Schriftquellen bezeugte Nutzung als Refugium im 8. Jahrhundert passt. Eine aktuelle Gesamtbearbeitung der Funde und Befunde vom Büraberg durch Th. Sonnemann (2010) führte zu dem Ergebnis, dass „archäologische Belege für einen Zentralort im wirtschaftlich-ökonomischen Sinne oder gar mit präurbanem Charakter (fehlen)“.
Die bemerkenswertesten heute noch zu besichtigenden Befunde auf der Bergkuppe sind gemauerte Keller- und Zisternenreste allgemein mittelalterlicher Zeitstellung neben der Kirche und im Bereich des Südosttores die Toranlage selbst mit Pfostenspuren und Herdplatten einer kasemattenartigen Reihenbebauung längs der Befestigungsmauern.
Auf dem Friedhof bei der Brigida-Kapelle liegt einer der Archäologen des Bürabergs, Norbert Wand, begraben, der am 30. September 2004 verstarb.